# Billy Pack
Billy Pack ou Billy Puck (ビリーパック, Birī Pakku) est un manga (série de bande dessinée japonaise) de détective créé par Mitsuhiro Kawashima (ja) et publié d'octobre 1954 à juin 1962 dans Shōnen Gahō (ja).
Billy Pack est le fils de l'universitaire américain William Pack et de la Japonaise Tokiko, fusillés pour espionnage au début de la Seconde Guerre mondiale.
Cette série appréciée des lecteurs mais rapidement arrêtée après le décès brutal de Kawashima en 1961 a inspiré Naoki Urasawa pour Billy Bat (2008-2016).